# Fredrik Horn
Fredrik "Fingen" Horn, född 8 juni 1916 i Oslo, död 18 november 1997, var en norsk fotbollsspelare som deltog i Norges landslag som tog OS-brons i de olympiska spelen 1936 i Berlin. Han spelade för Lyn.
I sin resa mot OS-bronset vann Norge kvartsfinalen över hemmafavoriterna Tyskland med 2-0.
Semifinalen vann Italien. Bronsmatchen, som spelades 13 augusti 1936 inför 95 000 åskådare, vann Norge mot Polen med 3-2.